# 鳥取市立宝木小学校
鳥取市立宝木小学校（とっとりしりつ ほうぎしょうがっこう）は、鳥取県鳥取市気高町宝木にある公立小学校。

## 概要
明治初期に母木小学校・酒津小学校・馬場小学校・奥沢見小学校の各校が開校、その後統合を繰り返して現在に至る。

## 沿革

### 本校
- 1874年（明治7年）5月15日 - 宝木宿の大龍院本堂を仮校舎として母木小学校開校。校区は宝木宿・富吉村・常松村。
- 1877年（明治10年） - 宝木宿瀬戸田に校舎新築、この頃に宝木小学校と改称。
- 1889年（明治22年）10月1日 - 町村制施行により所在地が宝木村大字宝木宿となる。
- 1892年（明治25年） - 校舎が手狭になり改築。
- 1901年（明治32年） - 鹿野町外九ヶ村が学校組合を設立、高等小学校を宝木宿と鹿野町に置く。
- 1901年（明治34年） - 第二山東高等小学校を併設開校。
- 1903年（明治36年） - 奥沢見尋常小学校を統合。
- 1910年（明治43年）1月 - 義務教育が2年延長され、尋常科は6年間となる。校舎増築のため大龍院を仮校舎として使用。
- 1912年（明治45年）3月 - 鹿野町外九ヶ村の高等小学校組合を解散、尋常科だけとなる。
- 1912年（大正元年）9月23日 - 風水害により河内川氾濫。校舎が被災したため再び大龍院を仮校舎として午前と午後に分けて二部授業を行う。
- 1913年（大正2年）4月 - 校舎の大修理と増築が完成。高等科を併設し、宝木尋常高等小学校と改称。
- 1932年（昭和7年）9月21日 - 宝木尋常高等小学校と上光尋常小学校を統合して移転新築することを村議会で決議。
- 1933年（昭和8年）3月 - 上光尋常小学校を統合。翌月に上光分教場を置く。
- 1935年（昭和10年）3月 - 現在地に移転。
- 1941年（昭和16年）4月1日 - 国民学校令により宝木国民学校と改称。
- 1947年（昭和22年）4月1日 - 学制改革により宝木村立宝木小学校と改称。
- 1948年（昭和23年）4月 - 宝木村立宝木中学校を併置。
- 1948年（昭和23年）9月 - 宝木村立宝木幼稚園を併置。
- 1955年（昭和30年）7月1日 - 町村合併により気高町立宝木小学校と改称。
- 1957年（昭和32年）4月 - 酒津小学校を合併。
- 1965年（昭和40年）3月 - 上光分校を廃止、バス通学となる。
- 1966年（昭和41年）3月 - 給食室新築完成し、給食開始。
- 1970年（昭和45年）9月 - 気高町学校給食共同調理場開設により給食室閉鎖。
- 1974年（昭和49年）3月 - 開校100年記念式典挙行。
- 1985年（昭和60年）12月 - 新校舎が完成。
- 2004年（平成16年）11月1日 - 気高郡気高町が鳥取市に編入され、鳥取市立宝木小学校と改称。
- 2005年（平成17年）4月 - 2学期制開始。
- 2006年（平成18年）3月 - 奥沢見・水尻地区児童バス通学開始。
- 2023年（令和5年）10月30日 - 創立150周年記念式典[3]。

### 上光分校
- 1875年（明治8年）3月15日 - 馬場小学校として開校。民家を校舎としていたと伝えられる。
- 1876年（明治9年） - 馬場村・戸島村・塚手村・西分村が合併して上光村となり、上光小学校と改称。
- 1889年（明治22年）10月1日 - 町村制施行により所在地が光元村大字上光村となる。
- 1898年（明治31年） - 生徒数増加により校舎が狭くなり、上光村字狭間（廃校までの所在地）に新築移転。
- 1914年（大正3年）2月1日 - 合併により所在地が宝木村大字上光村となる。
- 1932年（昭和7年）9月21日 - 宝木尋常高等小学校と上光尋常小学校を統合して移転新築することを村議会で決議。これに反対した上光・下光元の児童が同盟休校に入る。
- 1933年（昭和8年）3月 - 上光尋常小学校廃止。
- 1933年（昭和8年）4月 - 宝木尋常高等小学校上光分教場となる（尋常科4年まで）が、同盟休校のため児童は通学せず。
- 1935年（昭和10年） - 村の当局・有識者の努力により和解成立。
- 1936年（昭和11年）9月 - 講堂改築。
- 1947年（昭和22年）4月1日 - 学制改革により宝木村立宝木小学校上光分校と改称。3年生まで通学。
- 1955年（昭和30年）7月1日 - 町村合併により気高町立宝木小学校上光分校と改称。
- 1965年（昭和40年）3月 - 本校に統合され廃止。

### 奥沢見小学校
山陰本線のすぐ南の奥沢見字舟戸に所在。水尻50戸と奥沢見30戸を学区としていた。
- 1875年（明治8年） - 校舎に民家をあてて開校。
- 1890年（明治23年） - 小学校建築。
- 1903年（明治36年） - 奥沢見尋常小学校を廃止し、その校区を宝木尋常小学校区に編入。

### 酒津小学校
- 気高町立酒津小学校を参照。

（参考：公式サイト、）

## 校歌
作詞は橋本豊、作曲は小泉恵が担当した。

## 通学区域
- 気高町奥沢見、気高町上光、気高町酒津、気高町下光元、気高町常松、気高町冨吉、気高町宝木

## 進学先中学校
- 鳥取市立気高中学校

## 交通アクセス
- JR山陰本線 宝木駅より300m。